# Frédéric Daerden
Pour les articles homonymes, voir Daerden.
Frédéric C. Daerden, né le 11 janvier 1970 à Montegnée, est un homme politique belge, membre du Parti socialiste (PS).
Il est vice-président du gouvernement de la Communauté française et ministre du Budget, de la Fonction publique, de l'Égalité des chances et de la tutelle sur WBE au sein du gouvernement Jeholet du 17 septembre 2019 au 16 juillet 2024.
Il est le fils de l'homme politique Michel Daerden (1949-2012). Il est bourgmestre de la ville de Herstal et vice-président de la fédération liégeoise du PS. Il est également chargé de cours à HEC-École de gestion de l'université de Liège (HEC-ULiège).
Par le passé, il a exercé les fonctions suivantes : député fédéral, vice-président du groupe PS à la Chambre, député wallon, député européen, échevin de Herstal, administrateur de DC & Co (une société d'audit).

## DC & Co
(avril 2025).
Si vous disposez d'ouvrages ou d'articles de référence ou si vous connaissez des sites web de qualité traitant du thème abordé ici, merci de compléter l'article en donnant les références utiles à sa vérifiabilité et en les liant à la section « Notes et références ».
DC & Co est un cabinet de réviseurs d’entreprise spécialisé dans l’audit de sociétés publiques, créé par Michel Daerden. Michel se retire du conseil d’administration lorsqu’il devient ministre en 1999. C’est son fils fraîchement élu député wallon qui rachète les parts du bureau et en prend les commandes.
La société a des contrats avec une trentaine d’intercommunales wallonnes dont dix-neuf ont leur siège social à Liège (ALE, SLF, SPE, CILE, Intradel, Socolie, etc.). Le bureau audite les comptes de dix-sept sociétés de logements sociaux dont quinze sont situées en province de Liège.

## Chronologie
(mars 2018).
- Naissance le 11 janvier 1970 à Montegnée.
- Étude primaire à l’école de Loncin.
- Secondaire à Liège 1.
- 1986 : affiliation au PS.
- 1987 : étude à HEC de Liège
- 1995 : 
  - stage de réviseur d’entreprise ;
  - chargé de cours à HEC ;
  - associé de DC & Co (cabinet de réviseur de Michel Daerden).
- 1997 : établissement à Herstal.
- 1999 : 
  - élu comme député wallon (2e suppléant sur la liste) ;
  - son père nommé ministre se retire de DC & Co et lui laisse les rênes de l’entreprise.
- 2000 : placé en 22e effective, il est élu aux élections communales  de Herstal. Il devient échevin des finances et de la citoyenneté.
- 2003 : élu à la vice-présidence de la fédération liégeoise du PS. Le président est Guy Mathot. L’autre vice-président est Marie-Claire Lambert. Publication avec William Dumazy du livre « La dette des Pouvoirs publics » publié aux Éditions LABOR.[réf. souhaitée]
- 2004 : élu pour un second mandat (5e effectif sur la liste) de député wallon.
- 2006 : bourgmestre de Herstal (à quelques mois des élections, l'ancien bourgmestre Jean Namotte démissionne à son profit). Il est confirmé bourgmestre lors des élections d'octobre 2006 en obtenant 3 515 voix de préférence.
- 2009 : doit renoncer à briguer un troisième mandat régional à la suite de la candidature de Michel Daerden. Il est alors candidat à l'élection européenne (5e effectif sur la liste) et est élu avec 90 294 voix de préférence député européen.
- 2010 : le 1er mars 2010, un dossier anonyme signé tm-tf, de plusieurs dizaines de pages selon certaines sources, de plusieurs centaines selon d'autres, est transmis au procureur général de Liège, à certaines personnalités politiques et à la presse. Il entend démonter le « système Daerden » : mécanismes mis en place, violations du code pénal. Michel Daerden a porté plainte contre X pour diffamation et calomnie[1],[2].
- 2012 : réélu bourgmestre de Herstal (Tête de liste) avec le record historique des voix de préférence (5 657 voix).
- 2013 : publication du livre d'entretien avec Jean-Pierre Stroobants « Le Parlement européen : une voie vers la solidarité » publié aux Éditions Luc Pire.
- 2014 : élu député fédéral (dernier effectif sur la liste) avec 30 484 voix de préférence (plus grand nombre de voix  pour un candidat francophone non-tête de liste). Il est désigné vice-président du groupe PS de la Chambre dirigé par Laurette Onkelinx.
- 2019 : réélu député fédéral (1er effectif sur la liste) avec 54 898 voix de préférence. Il est désigné vice-président de la Chambre des représentants.
- 2019-2024 : vice-président du gouvernement de la Communauté française et ministre du Budget, de la Fonction publique, de l'Égalité des chances et de la tutelle sur Wallonie-Bruxelles Enseignement.

## Fédération liégeoise du parti socialiste
Le 11 mars 2021, Frédéric Daerden est élu à la présidence de la fédération liégeoise du Parti socialiste. Étant le seul candidat pour ce poste, il a recueilli 92,66 % des suffrages avec un taux de participation de 30 %. Sa nouvelle équipe est notamment composée de l'échevine sérésienne Déborah Géradon, de l'échevine sprimontoise Angélique Vangossum et de l'ancien président de la fédération et actuel bourgmestre de Liège, Willy Demeyer.

## Décoration
- Commandeur de l'ordre de Léopold (2024)[4].
  - officier en 2019[5].